# Cephalosilurus albomarginatus
Cephalosilurus albomarginatus är en fiskart som först beskrevs av Eigenmann 1912.  Cephalosilurus albomarginatus ingår i släktet Cephalosilurus och familjen Pseudopimelodidae. Inga underarter finns listade i Catalogue of Life.